# تپه لانه روباه
تپه لانه روباه مربوط به عصر آهن است و در شهرستان ازنا، بخش جاپلق، دهستان جاپلق غربی، ۴۰۰ متری شرق روستای عباس‌آباد پشته واقع شده و این اثر در تاریخ ۲۲ آبان ۱۳۸۶ با شمارهٔ ثبت ۲۰۰۶۷ به‌عنوان یکی از آثار ملی ایران به ثبت رسیده است.